# 吳鏞
吳鏞，字金川，江西饒州府潘陽縣人，明朝政治人物、進士出身。

## 生平
鄉試第三十九名。洪武四年，會試第四十三名，授刑部主事。
曾接替何赐任松江府知府一职，1399年由甄庸接任。